# Пуломан
Пуломан — в индуистской мифологии — предводитель асуров, отец Шачи (богини ревности и жены царя богов Индры) и Шивашри. Сын Вишну и Бхуми, или Кашьяпы и Дити (или Дану).

## Имя

### Этимология
Имя возможно происходит от слова «Pula» или «Pulaka» — «щетина волос».

#### Другие похожие имена
- Пулома была дочерью асура Вайшванары. Пуломан был влюблён в неё, но она вышла замуж за Бхригу или, по другим версиям, Кашьяпу, согласно Махабхарате, Хариванше и различным Пуранам .
- Пуломая («дочь Пуломана»), названная в честь Шачи, жены Индры согласно Прасанна-рагхаве.
- Пуломайит («тот, кто победил Пуломана»), одно из имён Индры.
- Пулома Таная («дочь Пуломана»), названная в честь Шачи, жены Индры; согласно Прасанна-рагхаве и санскритско-англо-греческому лексикону Деметриоса Галаноса (1760 — 1833).
- Пулома Двиш (враг Пуломана), имя Индры согласно лексикографам (таким как Амара Симджа, Джалаиуда, Джема Чандра и т. д.).
- Пулома Нисудана («разрушитель Пуломы») имя Индры согласно санскритско-англо-греческому лексикону Деметриоса Галаноса (1760 — 1833).
- Пулома Бхид («разрушитель Пуломы»), имя Индры.
- Пулома Ари («враг Пуломы»), имя Индры.
- Пулома Арчис («засиявший Пуломана»), имя царя согласно Вишну-пуране.
- Пулома Ави («враг Пуломы»), имя Индры.
- Пуломанн, другое имя Пуломана согласно "Махабхарате", "Харивамше" и различным Пуранам .
- Пуломанн, имя царя в Вишну-пуране.
- Пуломант, имя двух царей в Вишну-пуране.
- Пуломанджи, опиум; согласно лексикографам (таким как Амара Симджа, Джалаиуда, Джема Чандра и т. д.).

## Встреча с легендой
Легенда о Пуломане впервые встречается в Махабхарате.
Однако его имя появляется как отчество автора гимна 10.159 Риг-веды (древнейшего текста в Индии, датируемого серединой второго тысячелетия до нашей эры). В тексте упоминается, что он был составлен Шачи Пауломи, женой царя Индры.
| Санскритский текст (латиницей)             | Дословный перевод                                                                | Перевод на русский                                                                        |
| ------------------------------------------ | -------------------------------------------------------------------------------- | ----------------------------------------------------------------------------------------- |
| udasau sūryo aghādudayaṃ māmako bhaghaḥ    | 1 Солнце взошло, и моя счастливая судьба взошла высоко.                          | Это солнце взошло, и моя счастливая судьба поднялась высоко.                              |
| ahaṃ tadvidvalā patimabhyasākṣi viṣāsahiḥ  | Я зная это, как победительница завоевала мужа себе.                              | Зная это, я как победительница привлекла к себе мужа.                                     |
| ahaṃ keturahaṃ mūrdhāhamughrā vivācanī     | 2 Я знамя и голова, я могучий судья:                                             | Я флаг и руководитель, я сильная судья:                                                   |
| mamedanukratuṃ patiḥ sehānāyā upācaret     | Я победил, и мой Господь покорится моей воле.                                    | Я победил, и мой Господь покорится моей воле.                                             |
| mama putrāḥ śatruhaṇo.atho me duhitā virāṭ | 3 Мои сыновья — истребители врага, моя дочь — правящая царица.                   | Мои сыновья — убийцы врага, моя дочь — правящая царица:                                   |
| utāhamasmi saṃjayā patyau me śloka uttamaḥ | Я победил: для моего Господа моя победная песня превыше всего.                   | Я победила: без моего Господа моя победная песня наивысшая.                               |
| yenendro haviṣā kṛtvyabhavad dyumnyuttamaḥ | 4 Подношение, то, что дал Индра и таким образом стало славным и самым высоким, - | подношение, которое дал Индра и таким образом прославился и стал выше,                    |
| idaṃ tadakri devā asapatnā kilābhuvam      | Я принес это, о боги, и избавьте меня от каждой соперницы жен.                   | Я предложила вам это, о боги, и избавился от всех соперничающих женщин.                   |
| asapatnā sapatnaghnī jayantyabhibhūvarī    | 5 Разрушитель жены-соперницы, Единственный супруг, победитель, победитель,       | Разрушительница соперничающих жен, единственная супруга, победительница, завоевательница, |
| āvṛkṣamanyāsāṃ varco rādho astheyasāmiva   | Я овладел славой других, как богатством более слабых дам.                        | Я присвоила себе славу других, а также богатство более слабых женщин.                     |
| samajaiṣamimā ahaṃ sapatnīrabhibhūvarī     | 6 Я покорил как победитель этих соперников, этих моих товарищей,                 | Я покорила этих соперников как победительница, эти, мои товарищи, жены,                   |
| yathāhamasya vīrasya virājāni janasya ca   | Чтобы я мог обладать властью империи над этим героем и народом.                  | Пусть имперцы одержат победу над этим героем и над людьми.                                |

В этом тексте Шачи называется Пауломи («дочь Пуломана»). Но не упоминается, что её отец был убит Индрой или что он был асуром: легенды о Пуломане вероятно ещё не существовало.

## Легенда
Царь асуров Пуломан правил семь лет.
В битве, в которой дэвы сражались с асурами после Пахтанья молочного океана, Пуломан, как говорят, участвовал в бою вместе со своими сыновьями. Там говорится, что Пуломан сражался против Анилы.
По одной из версий, дочь Пуломана, Шачи, была замужем за мудрецом Тваштаром, вместе с которым она породила чудовище Вритру (который будет убит Индрой). Индра изнасиловал её, и она стала частью его гарема, и её назвали Индрани («жена Индры»).

## Смерть Пуломана
О смерти Пуломана ходят две легенды, в каждой из которых он был сожжён заживо.

### Сожжен Индрой
Царь Индра изнасиловал Шачи, дочь Пуломана. Разгневанный асур вызвал Индру на бой. По словам поклонников Индры (которые как раз и являются составителями текста), Индре не приходилось сражаться с царем: просто проявил свою святость, он сжёг его заживо. Впоследствии Индра взял Шачи в жены.

### Сожжен Чьяваной
Сын мудреца Бхригу, Чьявана, при рождении, своим единственным взглядом сжёг Пуломана, укравшего его мать дотла.
Двадцатью годами ранее у асура Вайшванара была дочь, которую он назвал Пуломой в честь своего друга, асура Пуломана. Вайшванара пообещал Пуломану, что когда дочь вырастет, он выдаст её замуж за него. Однако спустя годы мудрец Бхригу влюбился в неё и попросил о ней Вайшванару. Последний, опасаясь ужасных сил мудреца и его вспыльчивого характера, передал её ему. Бригу взял её жить в свой ашрам (отшельник). Через некоторое время Пулома забеременела.
Однажды, когда Бхригу оставил её одну в своей хижине и пошёл к реке, чтобы выполнять свои ритуалы, как и каждый день, асура Пуломан прибыл в то место. Пулома относилась к нему как к гостю и предлагал ему фрукты. Ракшаса увидел жертвенный огонь, который Бхригу зажёг ранее и который всё ещё горел. Затем он обратился к пламени, к богу огня Агни: «Отец этой женщины, когда она была ребёнком, обещал мне на ней жениться. Но позже он её присвоил Бхригу. Скажи мне, Агни, кто имеет право владеть ею, Бхригу или я?».
Агни побоялся, что, если он скажет правду, мудрец Бхригу взбесится против него. Но он больше боялся лжи, поэтому смело решил встретить гнев мудреца и ответил: «Ты прав, отец Пуломы первым предложил её тебе. Но он сделал это не формально, не с помощью необходимых ритуалов. Вместо этого Пулома женится на Бхригу, и ведические обряды проводились в моем присутствии.» Услышав ответ Агни, демон принял облик кабана, положил Пулому ему на спину и побежал со скоростью ветра. Пулома безудержно плакала. Её слезы текли потоком воды, и они образовали реку. Увидев это зрелище, создатель мира Брахма назвал эту реку Вадхусара.
Из-за тряски у Пуломы случились преждевременные роды. Внезапно Пуломан остановился и загорелся огнём, превратившись в пепел. Пулома подняла своего сына с земли и назвала его Чьявана («сотрясенный»).
Бхригу увидел, как его жена прибыла с младенцем и плакала. Пулома рассказала ему всё, и Бригу был взбешён разрешением Агни и проклял его: «Отныне ты будешь есть всё, навсегда». Агни впал в депрессию из-за этого проклятия и перестал появляться в этом мире. Люди не могли разводить огонь для приготовления пищи или подношения богам. Мудрецы пришли в обитель бога Брахмы и взмолились ему.
Брахма заверил Агни, что проклятие Бхригу было добром: Агни мог поглощать всё, что угодно, без разбора, и в процессе очищал этот объект. Брахма также благословил его, чтобы в жертвенных ритуалах часть подношений богам также доставалась Агни.